# 옥천 석탄리 선돌

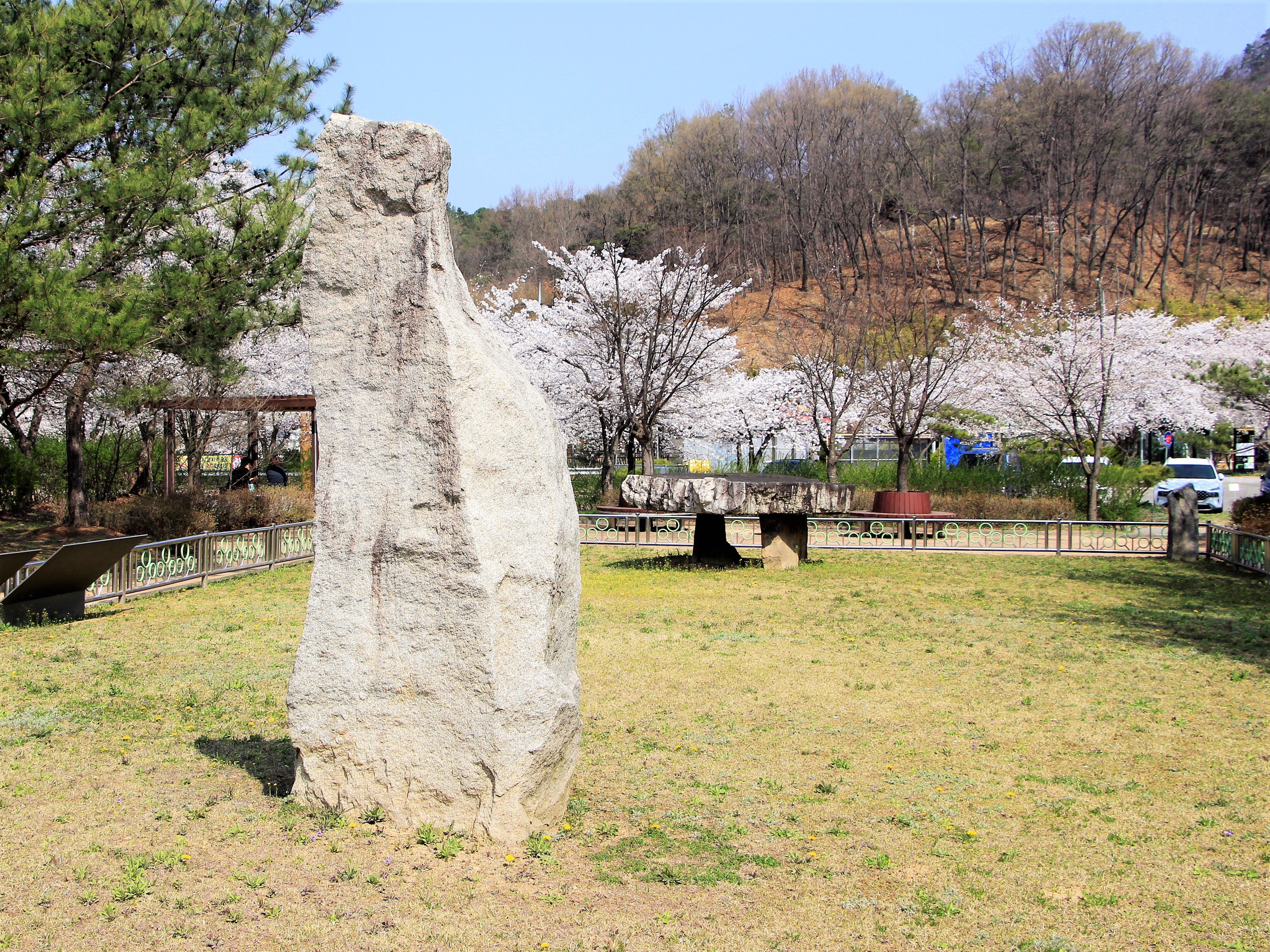
옥천 석탄리 고인돌과 함께 선돌이 있다.

옥천 석탄리 선돌(沃川 石灘里 立石)은 충청북도 옥천군 동이면 석탄리에 있는 선돌이다. 1987년 3월 31일 충청북도의 유형문화재 제156호 '옥천 석탄리 입석'으로 지정되었다가, 2010년 10월 1일 충청북도의 기념물 제148호로 변경 지정되었다.

## 개요
입석(立石) 즉, 선돌은 마을의 입구에 세워 재앙을 막고, 마을에 평화와 농사가 풍년이 들기를 기원하는 마음으로 세우는 것이다. 석탄리 마을 입구에 자리한 이 입석은 이 지역 주민들이 ‘할머니’라 부르고 있으며, 재앙을 막고 풍농·평안을 지켜주는 수호신의 구실을 하고 있다. 전체적인 형태는 길쭉한 자연석 돌을 세워놓은 모습으로 가운데 부분이 볼록하게 나와있다. 이 가운데 부분에는 90cm정도 되는 원을 만들어 놓았는데, 이는 임신한 여인을 상징하는 것으로 그 당시 사람들이 자식을 많이 낳기를 바라는 마음에서 새긴 것임을 알 수 있다. 그러나, 선돌이 있는 주변에 고인돌이 분포되어 있어 조상신의 성격을 나타내고 있는 것으로 보아야 한다. 고인돌 주변의 선돌은 후대에 와서는 묘지 앞에 세우는 촛대석으로 발전하는데 본래의 의미는 촛대가 아니라 남성의 상징을 뜻하는 것으로 자손의 번성을 기원하는 원시신앙에서 온 남근석이다. 이 고인돌과 남근석에서 따온 글자가 할아버지 祖 자이다. 따라서 위에 마을 주민들이 이 선돌을 '할머니'라고 부르는 것은 잘못된 것인 바 '할아버지'라고 불러야 마땅한 것이다.
이와같이 선돌은 옥천 석탄리 고인돌과 함께 두어져 있는데, 모두 옥천 석탄리 유적의 안터에 위치해 있다. 아울러 고인돌 주변에서 무늬가 성긴 빗살무늬토기가 출토되는 것으로 보아 신석기 시대 후기에 세운 것으로 보인다.

## 참고 자료
- 옥천 석탄리 선돌 - 국가유산청 국가유산포털